# Чечет Юрій Васильович
Ю́рій Васи́льович Чечет (4 лютого 1972 — 6 серпня 2014) — сержант Збройних сил України, учасник російсько-української війни.

## Життєвий шлях
Народився 1972 року в селі Гульськ (Новоград-Волинський район, Житомирська область). Працював на металобазі трактористом, порався з конем, переорював поля односельцям. Коли прийшла повістка, не переховувався, 20 березня 2014-го мобілізований, старший стрілець 8-ї роти 3-го батальйону, 30-а окрема механізована бригада. З червня перебував під Маріуполем, від 28 липня — на лінії фронту.
6 серпня 2014-го загинув під час бою на 43-му блокпосту під селом Степанівка. Разом з Юрієм загинули сержанти Іван Ломачук, Володимир Степанюк, солдат Сергій Півоварчук.
Про смерть воїна родичам повідомили російські бойовики, надіславши відео. Перебував у списку зниклих. 18 грудня 2014 року у Новограді-Волинському попрощались з трьома воїнами, яких упізнали за експертизою ДНК. Похований у рідному селі 19 грудня 2014-го.
Без Юрія лишились дружина Ніна Давидівна, двоє синів — Ярослав і Олександр.

## Нагороди та вшанування
За особисту мужність і героїзм, виявлені у захисті державного суверенітету та територіальної цілісності України, вірність військовій присязі під час російсько-української війни, відзначений — нагороджений
- орденом «За мужність» III ступеня (15.5.2015, посмертно)
- в травні 2015 року на фасаді Гульської ЗОШ відкрито пам'ятні дошки випускникам Василю Подолянчуку та Юрію Чечету[1]
- його портрет розміщений на меморіалі «Стіна пам'яті полеглих за Україну» у Києві: секція 2, ряд 6, місце 22.
- вшановується 6 серпня на щоденному ранковому церемоніалі вшанування захисників України, які загинули цього дня у різні роки внаслідок російської збройної агресії на Сході України.[2]